# Philipp II. (Metropolit)

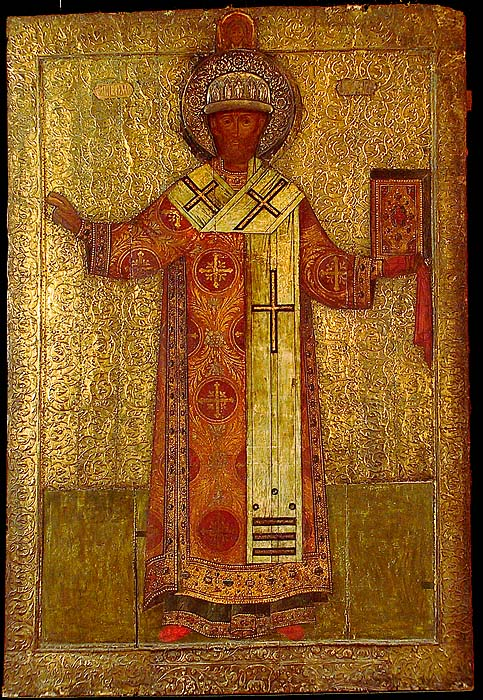
Metropolit Philipp II. (Ikone)

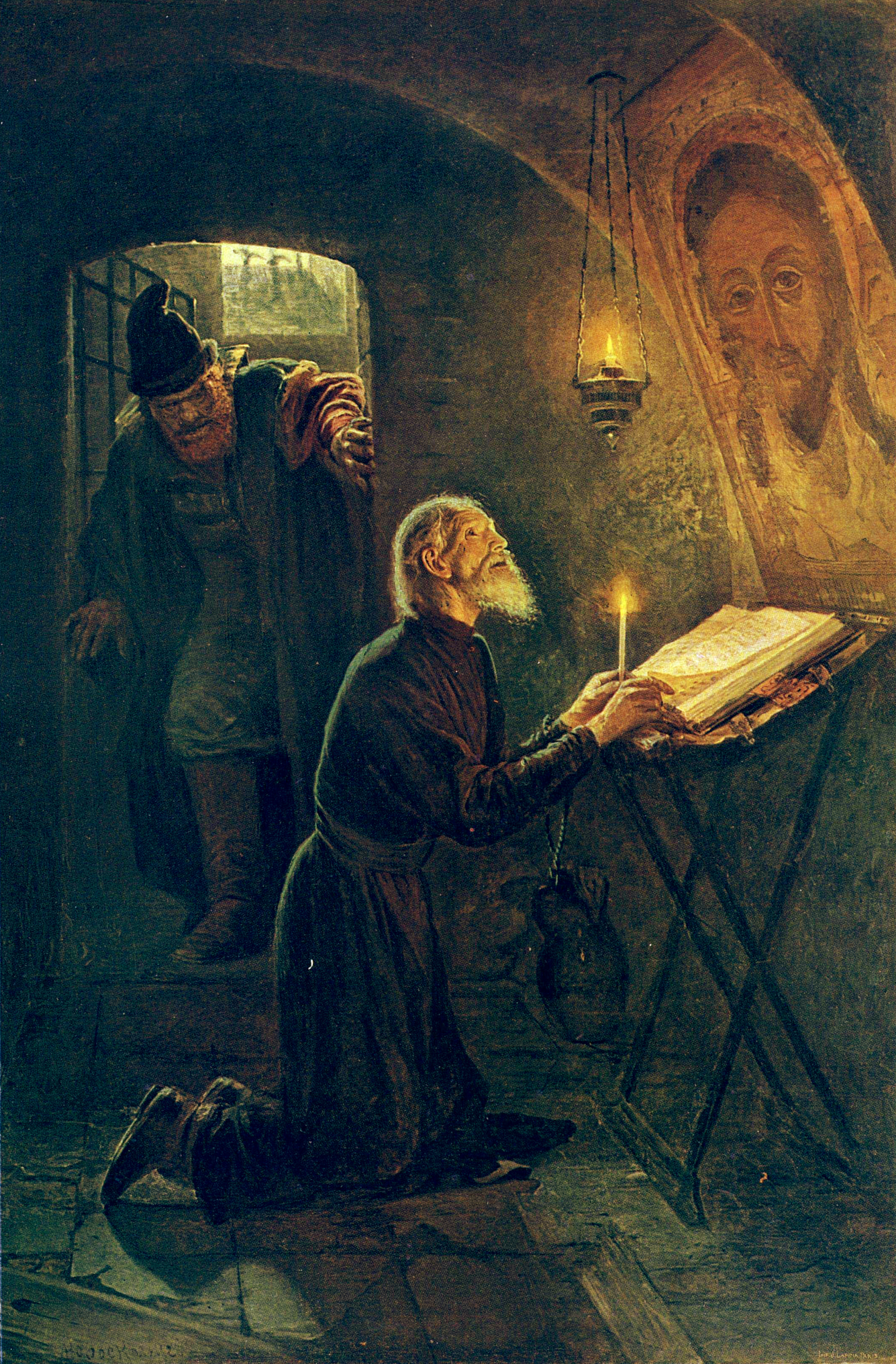
Gemälde von Alexander Nikanorowitsch Nowoskolzew

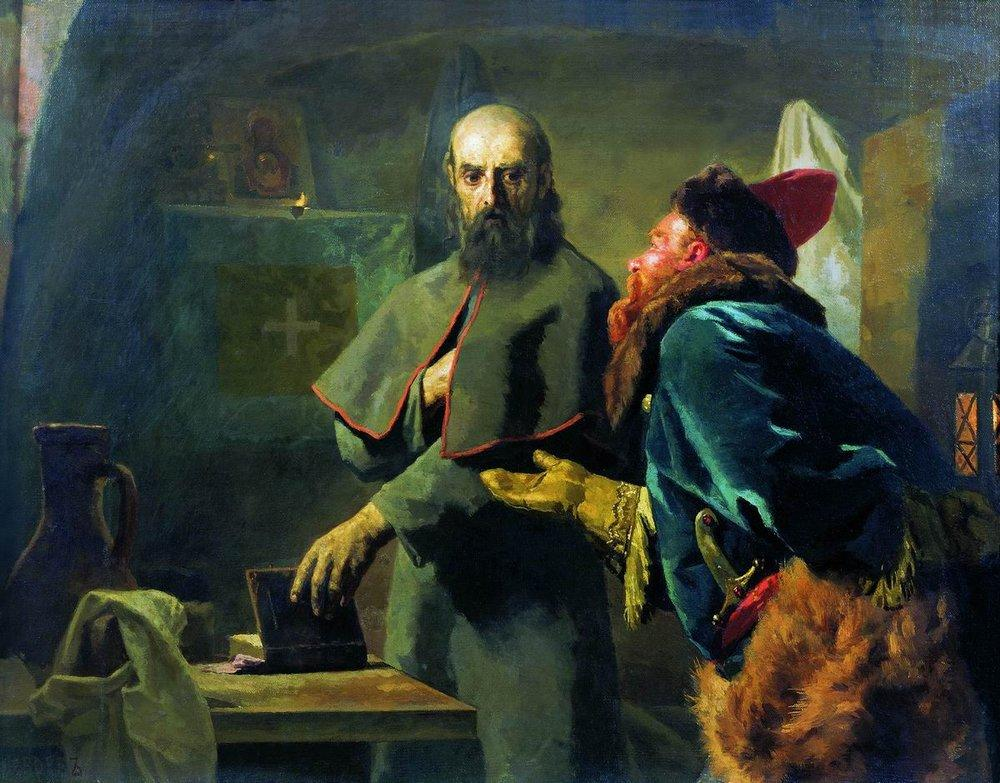
Metropolit Philipp II. und Maljuta Skuratow (Gemälde von Nikolai Wassiljewitsch Newrew)

Philipp II. (russisch: святитель Филипп II, митрополит московский и всея Руси), geboren als Fjodor Stepanowitsch Kolytschow  (Фёдор Степанович Колычёв) (geb. 11. Februar 1507 in Moskau;  gest. 23. Dezember 1569 (ermordet) in Twer) war Metropolit von Moskau und der ganzen Rus von 1566 bis 1568. In der russischen Geschichte wurde er durch seine unmissverständlichen Verurteilungen der Untaten der  Opritschniki bekannt, was zu einer offenen Konfrontation mit Zar Iwan IV. führte.

## Leben
Vor seiner Wahl zum Metropoliten von Moskau war Philipp Abt des berühmten Solowezki-Klosters im hohen Norden Russlands, wo er sich als fähiger Verwalter erwiesen hatte. Seine Missbilligung der Politik Iwans IV. und seine offene Haltung gegen die Grausamkeit und Willkür der Opritschniki brachten ihn in Ungnade. Auf Druck des Zaren wurde er von der Synode der Russisch-Orthodoxen Kirche seines Amtes enthoben und in das Otrotsch Uspenski monastyr (russisch Отроч Успенский монастырь Kloster Mariä Himmelfahrt) in Twer verbannt, wo er später vom Leiter der Opritschniki, Maljuta Skuratow, im Auftrag des Zaren heimlich ermordet wurde.
Auf Initiative von Patriarch Nikon wurden die Reliquien von Philipp 1652 nach Moskau überführt. Er wurde als Metropolit Philipp von Moskau heiliggesprochen.
Seine Gedenktage sind der 9. Januar, der 3. Juli und der 5. Oktober (nach dem Julianischen Kalender).
Das Thema seiner letzten Augenblicke wurde verschiedentlich künstlerisch aufgegriffen, so von den Malern Alexander Nikanorowitsch Nowoskolzew (1853–1919) und Nikolai Wassiljewitsch Newrew (1830–1904). Eine auf das Jahr 1866 datierte Zeichnung von Ilja Repin zeigt den Metropoliten Philipp, „der am 8. November 1568 von Iwan dem Schrecklichen aus der Kirche vertrieben wurde“.

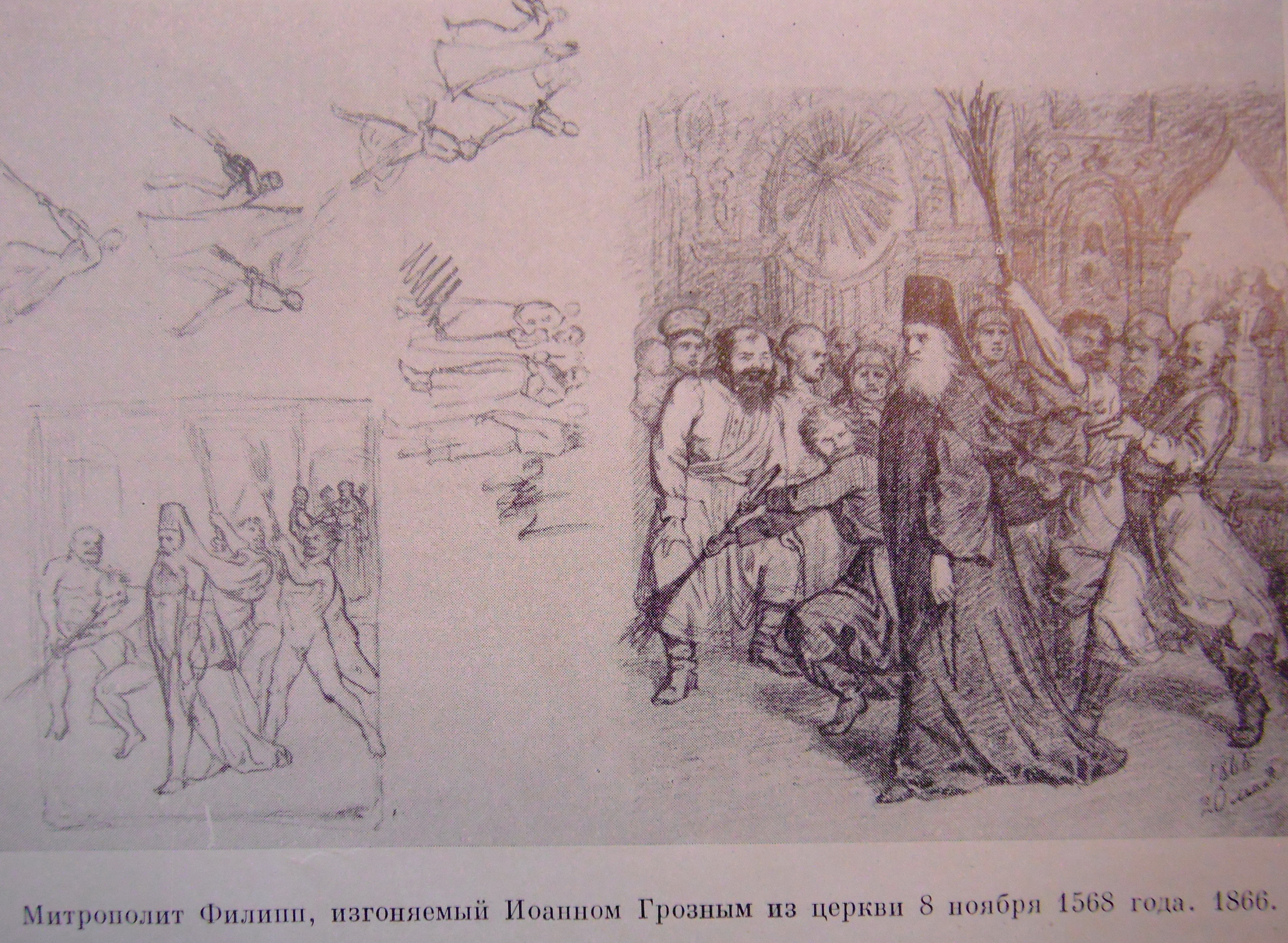
Zeichnung von Ilja Repin: „Metropolit Philipp, der am 8. November 1568 von Iwan dem Schrecklichen aus der Kirche vertrieben wurde“ (Die Zeichnung ist auf das Jahr 1866 datiert.)

In seiner ersten Predigt nach der Verbannung nach Budapest übte der zuvor bereits als möglicher Nachfolger des Patriarchen Kyrill gehandelte Hilarion Alfejew sachte Kritik an Russlands Krieg in der Ukraine und sagte, dass „das russische Land an Gewalt stirbt“, was die oppositionelle Nowaja gaseta mit der Kritik von Philipp II., dem Metropoliten von  Moskau, an Iwan dem Schrecklichen verglich.